# FC Lauterach
Der intemann FC Lauterach, kurz FC Lauterach, ist ein Fußballverein aus der Vorarlberger Marktgemeinde Lauterach. Der Verein gehört dem Vorarlberger Fußballverband (VFV) an und spielt seit der Saison 2024/25 in der Regionalliga West, der dritthöchsten Spielklasse.

## Geschichte
Der FC Lauterach wurde im Jahre 1946 als Sportvereinigung Lauterach gegründet und erhielt dann 1949 den heutigen Namen. 1951 stieg der Klub erstmals in die Landesliga, die höchste Spielklasse des Bundeslandes, auf. In der Landesliga hielt sich der Verein zehn Jahre lang, ehe man am Ende der Saison 1960/61 den Gang ins Unterhaus antreten musste. 1965 stieg der Verein wieder in die Landesliga auf. In der Saison 1968/69 verpasste der Klub als Vizemeister hinter dem FC Rätia Bludenz knapp den erstmaligen Aufstieg in die Regionalliga West. In der Saison 1969/70 wurde Lauterach erneut Vizemeister, diesmal hinter dem FC Rot-Weiß Rankweil. Nach 14 Jahren ununterbrochen in der höchsten Spielklasse des Bundeslandes stieg Lauterach am Ende der Spielzeit 1978/79 ein zweites Mal aus der Landesliga in die 1. Landesklasse ab, später folgte dann auch der Abstieg in die 2. Landesklasse. In den 1990er Jahren fing sich der Verein allerdings und stieg 1991 zunächst wieder in die 1. Landesklasse und 1992 dann prompt wieder in die Landesliga auf.
Am Ende der Saison 1995/96 stieg Lauterach schließlich erstmals in der Vereinsgeschichte in die drittklassige Regionalliga West auf. In der Saison 1996/97 gewann der Klub erstmals den VFV-Cup. Nachdem sich der Verein in den ersten drei Spielzeiten in der Regionalliga im Mittelfeld platziert hatte, stieg Lauterach am Ende der Saison 1999/2000 als Tabellenletzter nach vier Jahren wieder in die Vorarlbergliga ab. In der Saison 2004/05 wurde der FCL Vizemeister hinter dem FC Höchst. Am Ende der Saison 2008/09 musste der Klub als Zwölfter nach 17 Jahren wieder den Gang ins Unterhaus antreten.
In der Saison 2012/13 konnte sich der Verein den Meistertitel in der fünftklassigen Landesliga sichern und nach vier Jahren wieder in die Vorarlbergliga aufsteigen. In dieser hielt sich Lauterach aber diesmal nur zwei Jahre, bereits 2015 stieg der Verein als zwölfter wieder in die Landesliga ab. In der Landesliga wurde Lauterach in der Saison 2015/16 prompt Meister und stieg damit direkt wieder zurück in Liga vier auf. In der Saison 2018/19 durfte der Verein als Dritter der Vorarlbergliga in die neu geschaffene Eliteliga Vorarlberg aufsteigen. In dieser wurden die ersten beiden Spielzeiten COVID-bedingt abgebrochen. In der Saison 2021/22 nahm Lauterach erstmals in der Vereinsgeschichte am ÖFB-Cup teil. In diesem traf man in der ersten Runde auf den Zweitligisten SKN St. Pölten, dem man mit 5:0 aber deutlich unterlag. In der ersten vollständigen Spielzeit der Eliteliga belegte Lauterach, das den Grunddurchgang als Sechster beendet hatte, in der Abstiegsrunde den fünften Platz. In der Saison 2022/23 belegte Lauterach im Grunddurchgang noch den dritten Rang, wurde in der Abstiegsrunde dann aber nur Sechster und musste damit den Gang in die Viertklassigkeit antreten. In der weiterhin Eliteliga genannten Spielklasse wurde Lauterach in der Saison 2023/24 Meister und stieg damit in die Regionalliga West auf.

## Bekannte Spieler
Einer der besten Abwehrspieler der österreichischen Geschichte, Bruno Pezzey, verbrachte seine gesamte Jugend beim FC Lauterach. Auch spätere Deutschland-Legionäre wie Patrick Pircher oder Benjamin Böckle wurde zeitweise in Lauterach ausgebildet.